# Hur länge skall i norden
Hur länge skall i norden den döda frid bestå? är en sång komponerad 1848 för manskör av Gunnar Wennerberg till egen text. Wennerberg var under sin sista termin vid Uppsala universitet, våren 1848, starkt engagerad i skandinavismen och skrev detta år flera sånger i skandinavistisk anda.
Sången publicerades 1883 i Ivar Hedenblads ”Studentsången” med titeln ”Marsch” och senare, 1885, i Gunnar Wennerbergs ”Samlade skrifter” med titeln ”Stridsrop”, med en något reviderad text.
Redan vid 1800-talets mitt började sången travesteras bland uppsalatudenterna och omvandlades till en snapsvisa tillägnad den andra supen, ”Halvan”: ”Hur länge skall på borden, den lilla halvan stå? Skall snart ej höras orden: Låt halvan gå, låt gå!” Den nya texten har tillskrivits Carl Rupert Nyblom.